# Więzadło kruczo-ramienne

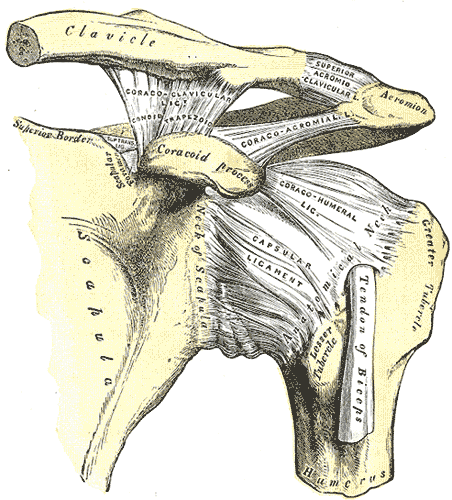
Więzadła lewego ramienia, więzadło kruczo-ramienne podpisane coraco-humeral lig.

Więzadło kruczo-ramienne (łac. ligamentum coracohumerale) – w anatomii człowieka płaskie, czworoboczne, silne więzadło wzmacniające torebkę stawową stawu ramiennego. Biegnie od wyrostka kruczego łopatki do guzka większego i mniejszego kości ramiennej. Jego zadaniem jest wzmacnianie górnej części torebki stawowej pomiędzy ścięgnami mięśnia nadgrzebieniowego i mięśnia podłopatkowego.